# مانوئل مسا
مانوئل مسا (انگلیسی: Manuel Mesa؛ زادهٔ ۲۶ دسامبر ۱۹۵۲) بازیکن فوتبال اهل اسپانیا است.
از باشگاه‌هایی که در آن بازی کرده‌است می‌توان به باشگاه فوتبال اسپورتینگ خیخون، باشگاه فوتبال خرز، و باشگاه فوتبال رئال مورسیا اشاره کرد.
وی همچنین در تیم ملی فوتبال اسپانیا بازی کرده‌است.